# Atrophaneura jophon
Pachliopta jophon là một loài bướm ngày thuộc họ Bướm phượng, được tìm thấy ở Sri Lanka. 
Trước đây nó được phân loại là một phân loài của atrophaneura hector.

## Hình ảnh

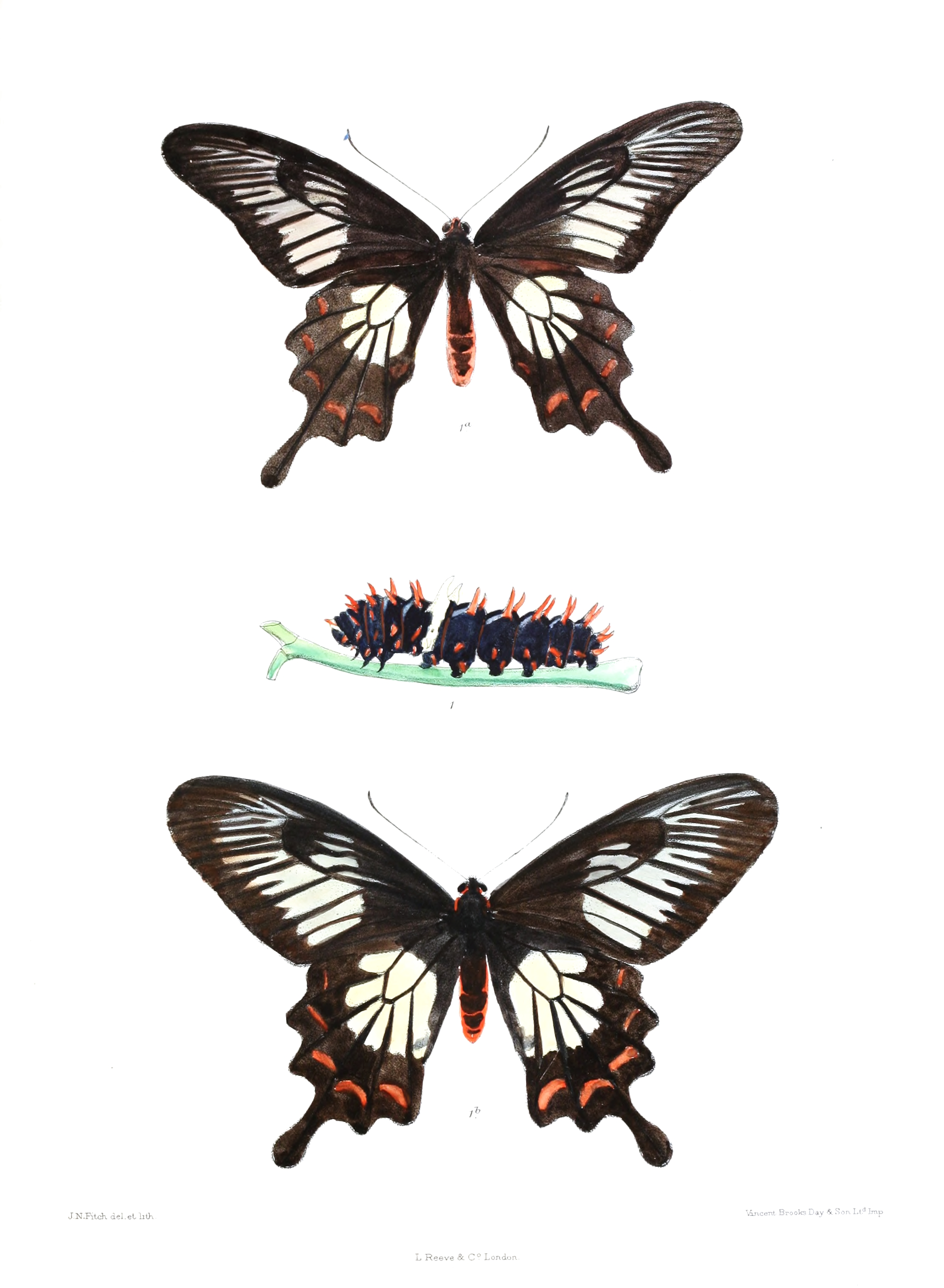
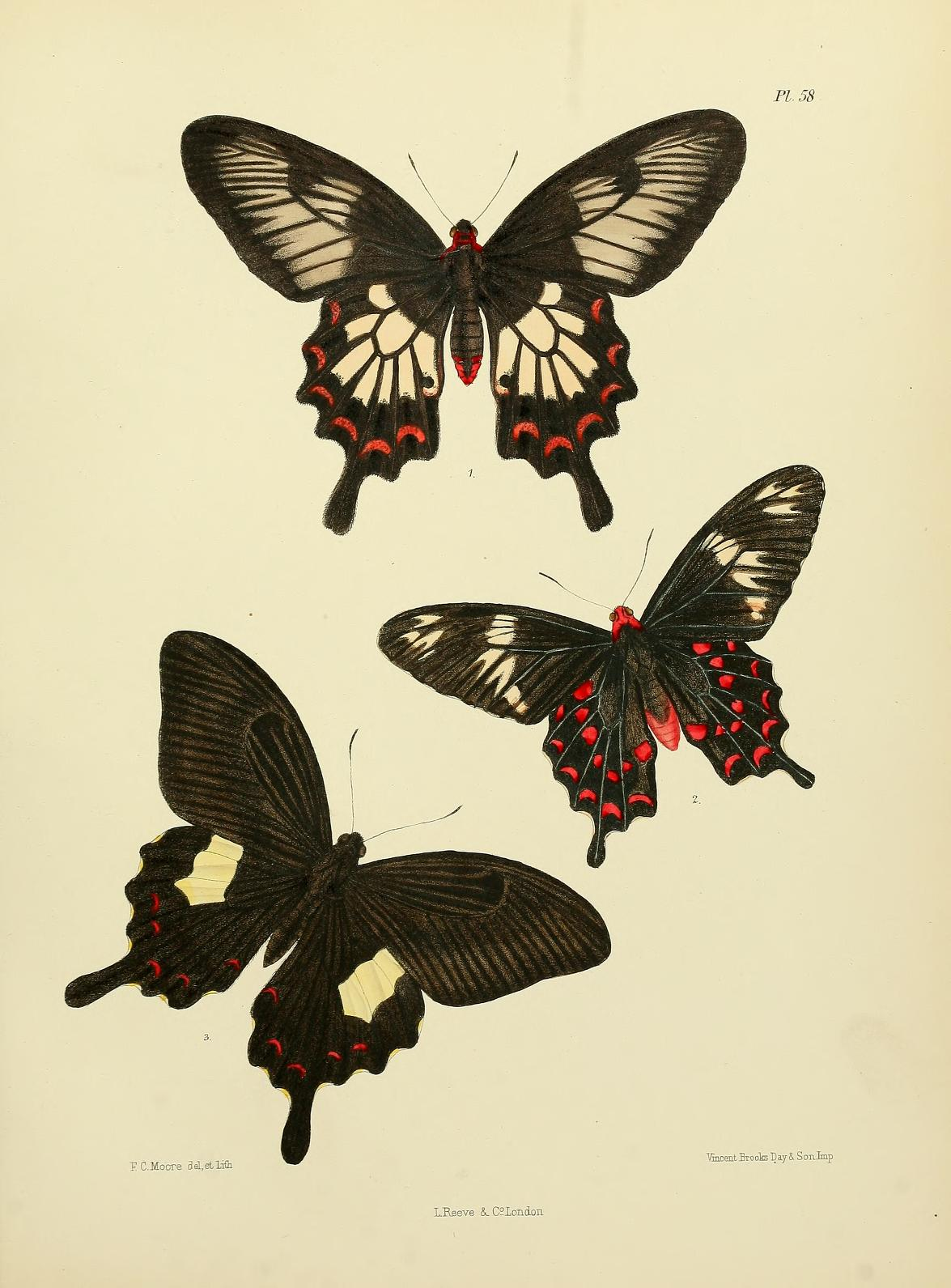
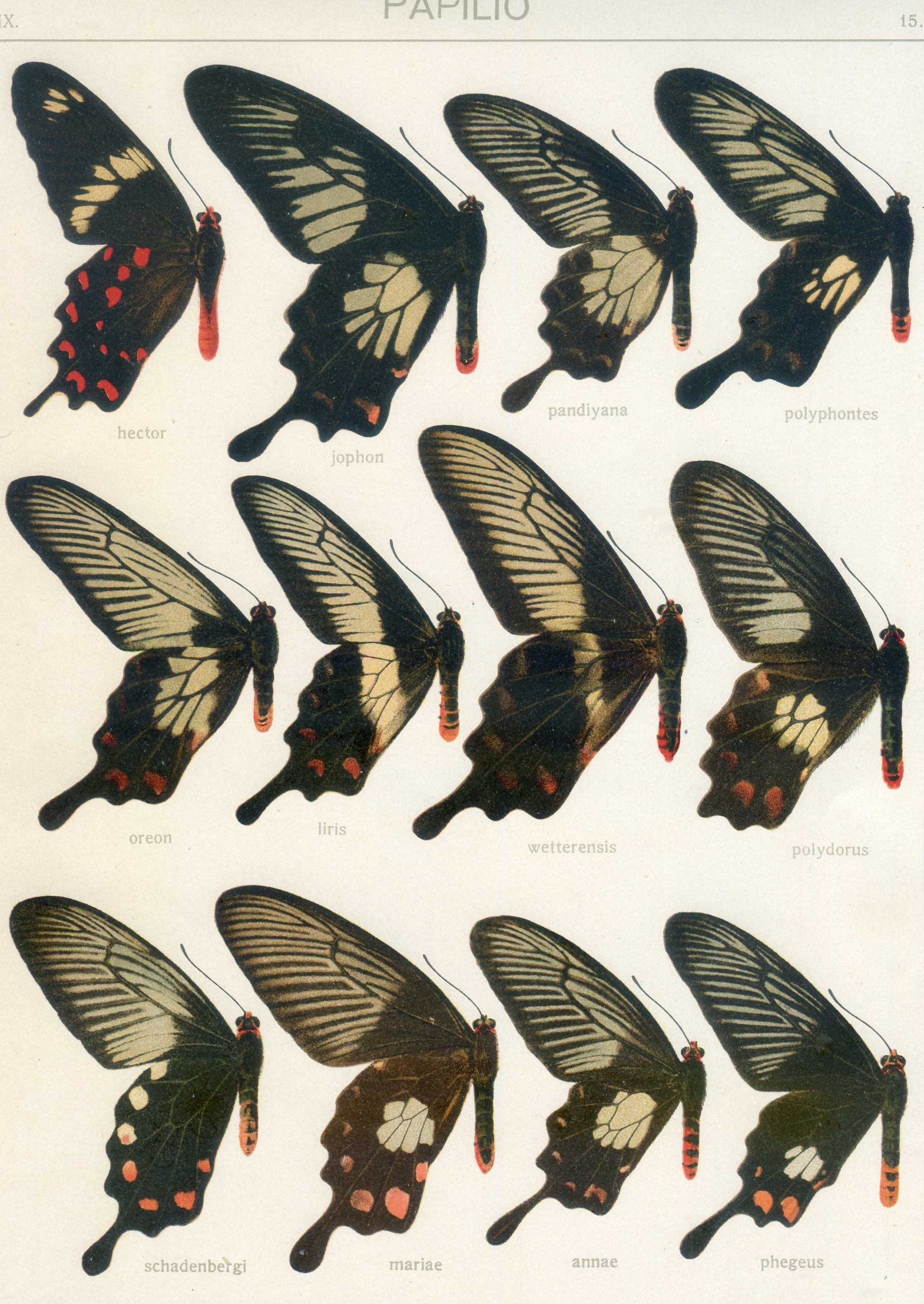